# أندريا جويس
أندريا جويس (بالإنجليزية: Andrea Joyce) هي صحفية ومعلقة رياضية أمريكية، ولدت في 17 أغسطس 1954.

## وصلات خارجية
- أندريا جويس على موقع IMDb (الإنجليزية)
- أندريا جويس على موقع قاعدة بيانات الفيلم (الإنجليزية)